# Веселе (Новоазовська міська громада)
Весе́ле — село Новоазовської міської громади Кальміуського району Донецької області, Україна.

## Загальні відомості
Відстань до райцентру становить близько 17 км і проходить автошляхом місцевого значення.
Із серпня 2014 р. перебуває на території, яка тимчасово окупована російськими терористичними військами.

## Населення
За даними перепису 2001 року населення села становило 35 осіб, з них 68,57% зазначили рідною мову українську, а 31,43% — російську.